# Leandro Vega
Leandro Sebastián Vega (José C. Paz, Buenos Aires, Argentina; 27 de mayo de 1996) es un futbolista argentino. Actualmente se encuentra en Racing de la Primera División de Uruguay.

## Trayectoria

### River Plate
Realizó todas las divisiones inferiores en River Plate.
Debutó en Primera División en la Supercopa Euroamericana (partido extraoficial entre los campeones de las últimas ediciones de la Copa Sudamericana y la Liga Europea de la UEFA) que el conjunto argentino obtuvo al vencer por 1 a 0 al Sevilla Fútbol Club. 
El 29 de marzo de 2015 jugó los 90 minutos, redondeando una buena actuación, frente a Gimnasia de La Plata por la séptima fecha del torneo de Primera División en el que su equipo ganó 3-2.

### Newell's Old Boys
El 2 de septiembre se confirmó su traspaso a Newell's Old Boys por préstamo de un año, con opción a compra por $2.000.000 de dólares por el 100 % de su pase.

### San Martín de San Juan
Es prestado por un año.

### Club Sport Emelec
Pasadas las 13:30 del miércoles 11 de julio, el futbolista gaucho apareció en la sala de arribo del Aeropuerto Internacional José Joaquín de Olmedo, donde lo esperaba Luis Idrovo, gerente deportivo de los millonarios, junto con otros elementos encargados de temas de logística de los azules.
Idrovo le entregó la camiseta eléctrica al zaguero, de 22 años, que posó ante las cámaras con la indumentaria eléctrica.
“Estoy bien y muy agradecido con esta oportunidad”, fue lo único que alcanzó a mencionar el defensa argentino que fue sacado de la terminal aérea, con apuros, por Idrovo
El jueves 12 de julio de 2018, El Tusa como lo apodan inició sus entrenamientos con el equipo eléctrico bajo el mando de su compatriota, Mariano Soso.
Vega llega a préstamo y con una opción de compra de 1.200.000 dólares por el 95% de su pase. El porcentaje restante es de un intermediario llamado Humberto Cruz.
Leandro Vega llegó a Emelec a ser titular 

#### Compra del pase
El 21 de marzo del 2019 mediante su página web el Club Sport Emelec comunica de manera oficial, el acuerdo de compra definitiva al que se llegó entre dicho club y el Club Atlético River Plate, por el 100% de los derechos federativos y económicos del jugador Leandro Vega
El zaguero argentino se vinculó a Emelec en la temporada 2018, teniendo destacadas actuaciones en los partidos que disputó. Su nuevo contrato lo vincula al Club Sport Emelec hasta el año 2023.
Desvinculación del Club
El lunes 5 de julio de 2021, el Club Sport Emelec, dio a conocer que el jugador quedará como agente libre para la segunda etapa del campeonato.

## Selección nacional

### Selección Argentina Sub-15

#### Sudamericano Sub-15
En 2011 formó parte de la Selección Argentina Sub-15 dirigida por Miguel Ángel Lemme, disputando el Campeonato Sudamericano Sub-15 de 2011 en Uruguay, logrando el tercer puesto.
En el debut, Argentina, le ganaría 3 a 2 a Chile. Jonathan Cañete abriría el partido a los 6 minutos, Marcelo Storm aumentaría la ventaja 4 minutos después, descontaría Kevin Medel a los 32 y empataría el encuentro Hardy Cavero a los 19 del complemento. El 3 a 2 final llegaría a través del gol en propia puerta, a los 31 del segundo tiempo, de Sebastián Vegas.
Por su segundo compromiso en el Sudamericano, la albiceleste le ganó a Venezuela 2-0 con goles de Sebastián Driussi y Germán Ferreyra.
En el tercer partido de la fase de grupos, cotejo bastante cerrado y con pocas ocasiones de gol, el conjunto argentino estuvo más cerca del triunfo, pero terminó conformándose con un empate a cero goles ante Ecuador, aunque le da la clasificación a la fase final del torneo con 7 puntos.
El 25 de noviembre se enfrentarían Argentina y Uruguay por la última fecha de la fase de grupos. Los dos equipos rioplatenses estaban igualmente clasificados para la fase final. Los celestes lograron sentenciar rápido el partido ya que a los 20´ iban ganando 2-0. Primero fue Marcio Benítez a los 9 minutos el que aprovechó un despeje fallido del arquero Ignacio Chicco tras centro de Kevin Méndez para empujarla al gol. Posteriormente, y luego de un robo de balón de Francis D´Albenas, Maximiliano Buffa a los 20 duplicó con un remate desde afuera del área que contó, una vez más, con la complicidad del guardameta albiceleste. Argentina insinuó una tímida reacción de la mano de su número 10, Suárez, pero no pasó a mayores, ya que la zaga celeste se mostró siempre sólida. A los 55´ gracias a un cabezazo de Méndez logró el tercero y finalmente a los 67, D´Albenas marcó ese gol que se le había negado minutos antes con una exquisita definición por sobre el cuerpo de Chicco.
Por el primer partido de la fase final, la selección de Brasil goleó por 4-2 a la de Argentina. El conjunto brasileño, invictos del torneo, ratificó que está dentro de los favoritos para pelear por el título del campeonato. Los de la verde-amarela fueron obra de Robert a los 57 minutos, el goleador Mosquito en dos ocasiones (64 y 73) y Caio cuando se jugaba tiempo de reposición (90+2). Para Argentina anotaron Cañete a los 62 y Driussi cuando transcurrían los 78 minutos de juego.
En su segundo partido en la Fase Final del Torneo Sudamericano, la Selección Argentina se mediría frente a Uruguay y lo vencería 1-0 con gol de Marcelo Storm
En el último partido del certamen, Argentina caería derrotado frente a Colombia por 3 a 2 en un partido emocionante. Con goles de Jhon Fredy Miranda, Jefferson Gómez y Joao Leandro Rodríguez para los cafeteros, superó a los argentinos que finalizaron en la tercera posición con tres puntos. Los goles de la albiceleste los marcarían Iván Leszczuk y Facundo Castro.

#### Detalle
| \| N.º \| Fecha \| Estadio \| Local \| Resultado \| Visitante \| Goles \| Asist. \| Competición \| \| ----- \| ---------- \| ----------------------------------------------- \| --------- \| --------- \| --------- \| ----- \| ------ \| ------------------- \| \| 1 \| 19-11-2011 \| Municipal Parque Liebig's, Fray Bentos, Uruguay \| Argentina \| 3-2 \| Chile \| \| \| Sudamericano Sub-15 \| \| 2 \| 23-11-2011 \| Municipal Parque Liebig's, Fray Bentos, Uruguay \| Argentina \| 0-0 \| Ecuador \| \| \| Sudamericano Sub-15 \| \| 3 \| 28-11-2011 \| Juan Antonio Lavalleja, Trinidad, Uruguay \| Brasil \| 4-2 \| Argentina \| \| \| Sudamericano Sub-15 \| \| 4 \| 01-12-2011 \| Juan Antonio Lavalleja, Trinidad, Uruguay \| Uruguay \| 0-1 \| Argentina \| \| \| Sudamericano Sub-15 \| \| 5 \| 04-12-2011 \| Juan Antonio Lavalleja, Trinidad, Uruguay \| Argentina \| 2-3 \| Colombia \| \| \| Sudamericano Sub-15 \| \| Total \| \| Presencias \| 5 \| \| Goles \| 0 \| 0 \| \| |            |                                                 |           |           |           |       |        |                     |
| N.º | Fecha      | Estadio                                         | Local     | Resultado | Visitante | Goles | Asist. | Competición         |
| 1 | 19-11-2011 | Municipal Parque Liebig's, Fray Bentos, Uruguay | Argentina | 3-2       | Chile     |       |        | Sudamericano Sub-15 |
| 2 | 23-11-2011 | Municipal Parque Liebig's, Fray Bentos, Uruguay | Argentina | 0-0       | Ecuador   |       |        | Sudamericano Sub-15 |
| 3 | 28-11-2011 | Juan Antonio Lavalleja, Trinidad, Uruguay       | Brasil    | 4-2       | Argentina |       |        | Sudamericano Sub-15 |
| 4 | 01-12-2011 | Juan Antonio Lavalleja, Trinidad, Uruguay       | Uruguay   | 0-1       | Argentina |       |        | Sudamericano Sub-15 |
| 5 | 04-12-2011 | Juan Antonio Lavalleja, Trinidad, Uruguay       | Argentina | 2-3       | Colombia  |       |        | Sudamericano Sub-15 |
| Total |            | Presencias                                      | 5         |           | Goles     | 0     | 0      |                     |

No incluye partidos amistosos.

#### Participaciones con la selección
| Torneo                   | Sede    | Resultado    | Partidos | Goles |
| ------------------------ | ------- | ------------ | -------- | ----- |
| Sudamericano Sub-15 2011 | Uruguay | Tercer lugar | 5        | 0     |

### Selección Argentina Sub-17

#### Sudamericano Sub-17
El director técnico del seleccionado argentino, Humberto Grondona, designó el plantel de 23 futbolistas que integran la lista para el Sudamericano Sub-17 a realizarse en Argentina y que se jugará a partir del 2 de abril al 28 de abril en las sedes de Mendoza y San Luis; en esa lista se encontraba Leandro Vega.
El 24 de abril, por la penúltima fecha del hexagonal final, la selección venció 3-1 a Paraguay y así consiguió la tan ansiada clasificación al próximo mundial de la categoría, en Emiratos Árabes Unidos, que en la previa ya la habían logrado los combinados de Venezuela y Brasil.
El 28 de abril tras igualar 2 a 2 con Venezuela en la última fecha del hexagonal final se consagraría campeón del Sudamericano Sub-17 con la Selección Argentina por diferencia de goles sobre su rival y Brasil, en un torneo que clasificó a estos tres equipos y a Uruguay al Mundial de los Emiratos Árabes Unidos. Leonardo Suárez marcó los dos tantos del equipo albiceleste en el partido con el que se clausuró el torneo, mientras que, Andrés Ponce y Ronaldo Peña los del equipo que dirige Rafael Dudamel.

#### Copa Mundial Sub-17
Fue incluido en la convocatoria para disputar la Copa Mundial Sub-17 por el entrenador Humberto Grondona. El certamen se llevó a cabo desde el 17 de octubre de 2013 al 8 de noviembre de 2013.
El equipo argentino en su debut había empatado con Irán 1-1. Hashemi abrió el marcador para Irán en el inicio del partido, sin embargo el delantero juvenil de las inferiores de River, Sebastián Driussi, igualó el marcador. En el segundo tiempo la selección argentina tuvo varias situaciones para dar vuelta el marcador, sin embargo falló a la hora de definir, incluso el travesaño le impidió marcar.
En el segundo partido venció a Austria 3-2. El encuentro comenzó complicado para Argentina por el gol de Nikola Zivotich, pero en el final del primer tiempo y en el comienzo del complemento, los albicelestes dieron vuelta el marcador con tantos de Ibáñez y Ferreyra. A once minutos del final, el ingresado Tobías Pellegrini igualó para Austria para dejar suspenso hasta el final. Argentina consiguió el desahogo a los 44 gracias a un gol de Leonardo Suárez, quien definió ante el arquero Alexander Schlager.
Por el último partido de la fase de grupos le ganaría a Canadá por 3-0. Con dos goles psicológicos al final e inicio de cada tiempo, el conjunto albiceleste se llevó su segundo triunfo en tierra emiratí gracias a un zurdazo potente de Joaquín Ibáñez y un cabezazo del volante Matías Sánchez, quien firmó un doblete, que sentenció la eliminación de los canadienses. Sin brillo pero con contundencia, Argentina quedó primero de la zona con siete puntos, en una progresión que va de menor a mayor y lo agranda de cara al cruce de octavos.
Por los octavos de final se impuso por 3-1 a Túnez en octavos, logrando su tercer triunfo en el campeonato, con tantos de los volantes Germán Ferreyra y Joaquín Ibáñez - de taco-, y el restante del goleador Sebastián Driussi, quien se destapó en su mejor actuación en tierra emiratí. Los tunecinos habían empatado por medio del centrodelantero Hazem Haj Hassen, cuando el partido era equilibrado.
El 2 de noviembre de 2013 vencería a Costa de Marfil 2-1 por los cuartos de final. Los goles del elenco dirigido por Humberto Grondona fueron convertidos por Joaquín Ibáñez a los 5 minutos del primer tiempo y Rodrigo Moreira a los 33 de la misma etapa, mientras que Franck Kessie descontó a los 32 del parcial complementario de este cotejo jugado en Sharjah, Emiratos Árabes. Se clasificó por quinta vez a las semifinales del Mundial de la categoría, en el que tiene como mejor actuación tres terceros puestos y cuyo título es el único que falta en las vitrinas de la AFA.
Llegaría a las semifinales y se enfrentaría a México, donde fue ampliamente superado por los aztecas que se impusieron por 3-0. Argentina, que venía invicta en el torneo, desde temprano desperdició chances, como a los 4 minutos Sebastián Driussi desaprovechó un penal. Iván Ochoa marcó para los mexicanos a los 8 y 21 minutos y a los 30 fue expulsado el argentino Joaquín Ibáñez. Argentina intentó acortar ventajas en el segundo período pero en una contra, Marco Granados, anotó el tercero y al minuto de tiempo adicionado fue expulsado el arquero argentino, Augusto Batalla.
Luego en el partido por el tercer lugar caería frente a Suecia por 4-1. El combinado albiceleste de Humberto Grondona de entrada se mostró golpeado por la caída en semifinales y los suecos lo aprovecharon para liquidar el encuentro con un hat-trick de su artillero Valmir Berisha y un golazo de volea del atacante Carlos Strandberg. El volante argentino Lucio Compagnucci descontó sobre el final del primer tiempo. Argentina terminó en el cuarto puesto, como en 2001.

#### Detalle
| \| N.º \| Fecha \| Estadio \| Local \| Resultado \| Visitante \| Goles \| Asist. \| Competición \| \| ----- \| ---------- \| ------------------------------------------- \| --------- \| --------- \| --------------- \| ----- \| ------ \| ------------------- \| \| 1 \| 02-04-2013 \| Juan Gilberto Funes, San Luis, Argentina \| Argentina \| 0-2 \| Ecuador \| \| \| Sudamericano Sub-17 \| \| 2 \| 04-04-2013 \| Juan Gilberto Funes, San Luis, Argentina \| Argentina \| 1-3 \| Paraguay \| \| \| Sudamericano Sub-17 \| \| 3 \| 06-04-2013 \| Juan Gilberto Funes, San Luis, Argentina \| Argentina \| 3-0 \| Venezuela \| \| \| Sudamericano Sub-17 \| \| 4 \| 10-04-2013 \| Juan Gilberto Funes, San Luis, Argentina \| Argentina \| 3-2 \| Colombia \| \| \| Sudamericano Sub-17 \| \| 5 \| 14-04-2013 \| Juan Gilberto Funes, San Luis, Argentina \| Argentina \| 2-0 \| Perú \| \| \| Sudamericano Sub-17 \| \| 6 \| 21-04-2013 \| Juan Gilberto Funes, San Luis, Argentina \| Brasil \| 0-0 \| Argentina \| \| \| Sudamericano Sub-17 \| \| 7 \| 24-04-2013 \| Juan Gilberto Funes, San Luis, Argentina \| Paraguay \| 1-3 \| Argentina \| \| \| Sudamericano Sub-17 \| \| 8 \| 28-04-2013 \| Juan Gilberto Funes, San Luis, Argentina \| Argentina \| 2-2 \| Venezuela \| \| \| Sudamericano Sub-17 \| \| 9 \| 19-10-2013 \| Al-Rashid, Dubái, Emiratos Árabes Unidos \| Irán \| 1-1 \| Argentina \| \| \| Copa Mundial Sub-17 \| \| 10 \| 22-10-2013 \| Al-Rashid, Dubái, Emiratos Árabes Unidos \| Argentina \| 3-2 \| Austria \| \| \| Copa Mundial Sub-17 \| \| 11 \| 29-10-2013 \| Al-Rashid, Dubái, Emiratos Árabes Unidos \| Argentina \| 3-1 \| Túnez \| \| \| Copa Mundial Sub-17 \| \| 12 \| 02-11-2013 \| Al-Sharjah, Dubái, Emiratos Árabes Unidos \| Argentina \| 2-1 \| Costa de Marfil \| \| \| Copa Mundial Sub-17 \| \| 13 \| 05-11-2013 \| Al-Jazira, Abu Dabi, Emiratos Árabes Unidos \| Argentina \| 0-3 \| México \| \| \| Copa Mundial Sub-17 \| \| 14 \| 08-11-2013 \| Al-Jazira, Abu Dabi, Emiratos Árabes Unidos \| Suecia \| 4-1 \| Argentina \| \| \| Copa Mundial Sub-17 \| \| Total \| \| Presencias \| 14 \| \| Goles \| 1 \| 1 \| \| |            |                                             |           |           |                 |       |        |                     |
| N.º | Fecha      | Estadio                                     | Local     | Resultado | Visitante       | Goles | Asist. | Competición         |
| 1 | 02-04-2013 | Juan Gilberto Funes, San Luis, Argentina    | Argentina | 0-2       | Ecuador         |       |        | Sudamericano Sub-17 |
| 2 | 04-04-2013 | Juan Gilberto Funes, San Luis, Argentina    | Argentina | 1-3       | Paraguay        |       |        | Sudamericano Sub-17 |
| 3 | 06-04-2013 | Juan Gilberto Funes, San Luis, Argentina    | Argentina | 3-0       | Venezuela       |       |        | Sudamericano Sub-17 |
| 4 | 10-04-2013 | Juan Gilberto Funes, San Luis, Argentina    | Argentina | 3-2       | Colombia        |       |        | Sudamericano Sub-17 |
| 5 | 14-04-2013 | Juan Gilberto Funes, San Luis, Argentina    | Argentina | 2-0       | Perú            |       |        | Sudamericano Sub-17 |
| 6 | 21-04-2013 | Juan Gilberto Funes, San Luis, Argentina    | Brasil    | 0-0       | Argentina       |       |        | Sudamericano Sub-17 |
| 7 | 24-04-2013 | Juan Gilberto Funes, San Luis, Argentina    | Paraguay  | 1-3       | Argentina       |       |        | Sudamericano Sub-17 |
| 8 | 28-04-2013 | Juan Gilberto Funes, San Luis, Argentina    | Argentina | 2-2       | Venezuela       |       |        | Sudamericano Sub-17 |
| 9 | 19-10-2013 | Al-Rashid, Dubái, Emiratos Árabes Unidos    | Irán      | 1-1       | Argentina       |       |        | Copa Mundial Sub-17 |
| 10 | 22-10-2013 | Al-Rashid, Dubái, Emiratos Árabes Unidos    | Argentina | 3-2       | Austria         |       |        | Copa Mundial Sub-17 |
| 11 | 29-10-2013 | Al-Rashid, Dubái, Emiratos Árabes Unidos    | Argentina | 3-1       | Túnez           |       |        | Copa Mundial Sub-17 |
| 12 | 02-11-2013 | Al-Sharjah, Dubái, Emiratos Árabes Unidos   | Argentina | 2-1       | Costa de Marfil |       |        | Copa Mundial Sub-17 |
| 13 | 05-11-2013 | Al-Jazira, Abu Dabi, Emiratos Árabes Unidos | Argentina | 0-3       | México          |       |        | Copa Mundial Sub-17 |
| 14 | 08-11-2013 | Al-Jazira, Abu Dabi, Emiratos Árabes Unidos | Suecia    | 4-1       | Argentina       |       |        | Copa Mundial Sub-17 |
| Total |            | Presencias                                  | 14        |           | Goles           | 1     | 1      |                     |

No incluye partidos amistosos.

#### Participaciones con la selección
| Torneo                   | Sede                   | Resultado     | Partidos | Goles |
| ------------------------ | ---------------------- | ------------- | -------- | ----- |
| Sudamericano Sub-17 2013 | Argentina              | Campeón       | 6        | 1     |
| Copa Mundial Sub-17 2013 | Emiratos Árabes Unidos | Cuarto puesto | 8        | 0     |

### Selección Argentina Sub-20

#### Sudamericano Sub-20
El 6 de enero de 2015, Humberto Grondona, director técnico de la Selección Argentina sub-20, entregó una lista con los 32 futbolistas en el cual se encontraba Leandro Vega y que sería convocado para que se entrenará a partir del lunes de cara al campeonato sudamericano sub-20 de la categoría que se disputará a partir de enero próximo en Uruguay.
El 10 de enero a muy poco del comienzo del Sudamericano Sub-20 Humberto Grondona dio la lista de 23 convocados que Leandro Vega ingresó en la lista de 23 jugadores que viajaran a Uruguay.
El 14 de enero la Selección Argentina Sub-20 tendría su debut en el Sudamericano Sub-20 contra la Selección de Ecuador Sub-20 en lo que fue una gran goleada 5-2 a favor de la albiceleste. Los goles los marcaron Correa a los 20 minutos, Martínez a los 32, Monteseirín 9 minutos después y Giovanni Simeone en dos ocasiones El 16 de enero en la segunda fecha del torneo para ratificar su gran nivel en el primer partido la Selección Argentina Sub-20 tendría un duro golpe al perder 0-1 contra la Selección de Paraguay Sub-20 que se coloca por el momento como puntero de grupo.
El 18 de enero tras el duro golpe de la derrota pasada la Selección Argentina Sub-20 derrotó hoy con amplitud a su par de Selección de Perú Sub-20, por 6-2.
El 26 de enero arrancaría el hexagonal final del Sudamericano Sub-20 que tendría en su primera fecha que enfrentar a la Selección de Perú Sub-20 rival que en la primera fase del torneo había goleado, en este, partido también obtendría la victoria pero tan solo 2-0 con goles de Giovanni Simeone y de Ángel Correa, que cuando el partido estaba en su momento más difícil vio al arquero adelantado y saco un remate con la derecha que paso por encima del arquero que se metió en el arco.
El 1 de febrero se juega el superclásico de las Américas con el eterno rival de Argentina, Brasil, transcurridos 86 minutos y cuando el partido pintaba para empate 0-0, Angelito Correa tomó la pelota en el círculo central, mandó un pase bochinesco de cachetada asistió a Maximiliano Rolón que anotó el primer gol. Contreras en el último minuto marcaría de cabeza para redondear la agónica victoria 2-0 a Brasil.
El 4 de febrero Argentina juega contra el rival que lo venciera 1-0 en fase de grupos, Selección de Paraguay Sub-20. Con ánimos revanchistas, Selección Argentina Sub-20 salió a ser protagonista desde el comienzo, y fue a los 17 minutos que Tomás Martínez, desde el círculo central le mandó un pase a Angelito Correa, que estaba adelante y ligeramente a la derecha. Con su zurda fantasiosa, Angelito realizó un delicioso dribbling en que gambeteó a 3 paraguayos, y acto seguido remató al arco. El arquero paraguayo Tomás Coronel tapó el disparo, pero dio rebote y ahí estaba el optimista del gol Gio, para abrir el marcador. Argentina terminó goleando 3-0.
El 7 de febrero de 2015 se juega la última fecha del hexagonal contra el local y organizador del torneo, Uruguay, en la práctica era una final ya que previo a disputarse esta fecha la Selección Argentina Sub-20 era puntera y Uruguay era escolta, Uruguay debía ganar sí o sí para salir campeón, cualquier otro resultado le daba el campeonato a Argentina. Uruguay salió a atropellar al rival, usando a su favor su condición de local con 60.000 hinchas uruguayos que reventaban las tribunas del estadio Centenario, y efectuando una fuerte presión, se puso arriba del marcador ni bien arrancó el partido con un gol a los 7 minutos de Gastón Pereiro. Sin embargo, Argentina se re-organizó y comenzó a apoderarse de la lucha del mediocampo, comenzó a tener más iniciativa y recibió su premio cuando a los 35 minutos empató. Pero fue a los 81 minutos Angelito Correa, quien tras haber estado prácticamente todo el partido realizando dribblings por derecha, gambeteó una vez más y se sacó a 2 uruguayos de encima, definió por abajo del arquero uruguayo Gastón Guruceaga, y de esta forma Argentina dio vuelta el marcador y sentenció el 2-1 silenciando a los 60.000 uruguayos y con desazón cómo Argentina se coronaba campeona del Sudamericano Sub-20.

#### Copa Mundial Sub-20
El 6 de marzo de 2015 el entrenador del seleccionado Sub-20, Humberto Grondona, lo incluyó en la Preselección de cara a la Copa Mundial Sub-20 que se llevará a cabo en Nueva Zelanda. Los entrenamientos y amistosos comenzarían a fines de marzo y seguirían todo abril, hasta que la lista final de jugadores que viajarán al mundial sea anunciada los primeros días de mayo.
Sebastián Driussi, debido a un síndrome meningeo quedó desafectado de la convocatoria para disputar el Mundial sub-20 con la selección y su lugar lo ocupará Leandro Vega, que en un principio había sido descartado de la convocatoria debido a una lesión en los meniscos, pero ya se encuentra recuperado.

#### Detalle
| \| N.º \| Fecha \| Estadio \| Local \| Resultado \| Visitante \| Goles \| Asist. \| \| \| ----- \| ---------- \| ------------------------------------------ \| --------- \| --------- \| --------- \| ----- \| ------ \| ------------------- \| \| 1 \| 18-01-2015 \| Profesor Alberto Suppici, Colonia, Uruguay \| Argentina \| 6-2 \| Perú \| \| \| Sudamericano Sub-20 \| \| 2 \| 22-01-2015 \| Profesor Alberto Suppici, Colonia, Uruguay \| Argentina \| 3-0 \| Bolivia \| \| \| Sudamericano Sub-20 \| \| 3 \| 26-01-2015 \| Centenario, Montevideo, Uruguay \| Argentina \| 2-0 \| Perú \| \| \| Sudamericano Sub-20 \| \| 4 \| 29-01-2015 \| Gran Parque Central, Montevideo, Uruguay \| Argentina \| 1-1 \| Colombia \| \| \| Sudamericano Sub-20 \| \| 5 \| 01-02-2015 \| Gran Parque Central, Montevideo, Uruguay \| Argentina \| 2-0 \| Brasil \| \| \| Sudamericano Sub-20 \| \| 6 \| 04-02-2015 \| Centenario, Montevideo, Uruguay \| Argentina \| 3-0 \| Paraguay \| \| \| Sudamericano Sub-20 \| \| 7 \| 07-02-2015 \| Centenario, Montevideo, Uruguay \| Uruguay \| 1-2 \| Argentina \| \| \| Sudamericano Sub-20 \| \| Total \| \| Presencias \| 7 \| \| Goles \| 0 \| 0 \| \| |            |                                            |           |           |           |       |        |                     |
| N.º | Fecha      | Estadio                                    | Local     | Resultado | Visitante | Goles | Asist. |                     |
| 1 | 18-01-2015 | Profesor Alberto Suppici, Colonia, Uruguay | Argentina | 6-2       | Perú      |       |        | Sudamericano Sub-20 |
| 2 | 22-01-2015 | Profesor Alberto Suppici, Colonia, Uruguay | Argentina | 3-0       | Bolivia   |       |        | Sudamericano Sub-20 |
| 3 | 26-01-2015 | Centenario, Montevideo, Uruguay            | Argentina | 2-0       | Perú      |       |        | Sudamericano Sub-20 |
| 4 | 29-01-2015 | Gran Parque Central, Montevideo, Uruguay   | Argentina | 1-1       | Colombia  |       |        | Sudamericano Sub-20 |
| 5 | 01-02-2015 | Gran Parque Central, Montevideo, Uruguay   | Argentina | 2-0       | Brasil    |       |        | Sudamericano Sub-20 |
| 6 | 04-02-2015 | Centenario, Montevideo, Uruguay            | Argentina | 3-0       | Paraguay  |       |        | Sudamericano Sub-20 |
| 7 | 07-02-2015 | Centenario, Montevideo, Uruguay            | Uruguay   | 1-2       | Argentina |       |        | Sudamericano Sub-20 |
| Total |            | Presencias                                 | 7         |           | Goles     | 0     | 0      |                     |

No incluye partidos amistosos.

#### Participaciones con la selección
| Torneo                   | Sede          | Resultado    | Partidos | Goles |
| ------------------------ | ------------- | ------------ | -------- | ----- |
| Sudamericano Sub-20 2015 | Uruguay       | Campeón      | 7        | 0     |
| Copa Mundial Sub-20 2015 | Nueva Zelanda | Primera fase | 0        | 0     |

### Selección Olímpica

#### Juegos Olímpicos
Con la Selección de fútbol Sub-23 de Argentina participó en los Juegos Olímpicos 2016 jugando un partido.

#### Participaciones con la selección
| Torneo                | Sede   | Resultado    | Partidos | Goles |
| --------------------- | ------ | ------------ | -------- | ----- |
| Juegos Olímpicos 2016 | Brasil | Primera fase | 1        | 0     |

## Estadísticas

### Clubes
- Actualizado hasta el 28 de mayo de 2021.

| Club | Div.                | Temporada           | Liga  | Liga  | Liga   | Copas Nacionales(1) | Copas Nacionales(1) | Copas Nacionales(1) | Torneos Internacionales(2) | Torneos Internacionales(2) | Torneos Internacionales(2) | Total | Total | Total  |
| Club | Div.                | Temporada           | Part. | Goles | Asist. | Part.               | Goles               | Asist.              | Part.                      | Goles                      | Asist.                     | Part. | Goles | Asist. |
| --- | ------------------- | ------------------- | ----- | ----- | ------ | ------------------- | ------------------- | ------------------- | -------------------------- | -------------------------- | -------------------------- | ----- | ----- | ------ |
| River Plate Argentina | 1.ª                 | 2015                | 10    | 0     | 0      | 0                   | 0                   | 0                   | 0                          | 0                          | 0                          | 10    | 0     | 0      |
| River Plate Argentina | 1.ª                 | 2016                | 3     | 0     | 0      | -                   | -                   | -                   | 1                          | 0                          | 0                          | 4     | 0     | 0      |
| River Plate Argentina | Total               | Total               | 13    | 0     | 0      | 0                   | 0                   | 0                   | 1                          | 0                          | 0                          | 14    | 0     | 0      |
| Newell's Old Boys Argentina | 1.ª                 | 2016-17             | 0     | 0     | 0      | -                   | -                   | -                   | -                          | -                          | -                          | 0     | 0     | 0      |
| Newell's Old Boys Argentina | Total               | Total               | 0     | 0     | 0      | -                   | -                   | -                   | -                          | -                          | -                          | 0     | 0     | 0      |
| San Martín (San Juan) Argentina | 1.ª                 | 2017-18             | 18    | 0     | 1      | 0                   | 0                   | 0                   | -                          | -                          | -                          | 18    | 0     | 1      |
| San Martín (San Juan) Argentina | Total               | Total               | 18    | 0     | 1      | 0                   | 0                   | 0                   | -                          | -                          | -                          | 18    | 0     | 1      |
| Emelec · Ecuador | 1.ª                 | 2018                | 24    | 1     | 0      | -                   | -                   | -                   | -                          | -                          | -                          | 24    | 1     | 0      |
| Emelec · Ecuador | 1.ª                 | 2019                | 27    | 3     | 1      | 2                   | 0                   | 0                   | 7                          | 0                          | 0                          | 36    | 3     | 1      |
| Emelec · Ecuador | 1.ª                 | 2020                | 10    | 1     | 0      | -                   | -                   | -                   | 0                          | 0                          | 0                          | 10    | 1     | 0      |
| Emelec · Ecuador | 1.ª                 | 2021                | 6     | 0     | 0      | -                   | -                   | -                   | 2                          | 0                          | 1                          | 8     | 0     | 1      |
| Emelec · Ecuador | 1.ª                 | 2023                | 0     | 0     | 0      | 0                   | 0                   | 0                   | 0                          | 0                          | 0                          | 0     | 0     | 0      |
| Emelec · Ecuador | Total               | Total               | 67    | 5     | 3      | 2                   | 0                   | 0                   | 8                          | 0                          | 0                          | 78    | 5     | 2      |
| Deportes Antofagasta · Chile | 1.ª                 | 2022                | 10    | 0     | 0      | 0                   | 0                   | 0                   | 5                          | 0                          | 0                          | 15    | 0     | 0      |
| Deportes Antofagasta · Chile | Total               | Total               | 10    | 0     | 0      | 0                   | 0                   | 0                   | 5                          | 0                          | 0                          | 15    | 0     | 0      |
| Total en su carrera | Total en su carrera | Total en su carrera | 108   | 5     | 4      | 2                   | 0                   | 0                   | 13                         | 0                          | 0                          | 123   | 5     | 4      |
| (1) Las copas nacionales se refiere a la Copa Argentina. (2) Las copas internacionales se refiere a la Copa Sudamericana. (3) Media de goles por encuentro. No incluye goles en partidos amistosos. |                     |                     |       |       |        |                     |                     |                     |                            |                            |                            |       |       |        |

### Selección
- Actualizado hasta el 7 de febrero de 2015.

| Selección            | Año                  | Amistoso | Amistoso | Amistoso | Eliminatorias | Eliminatorias | Eliminatorias | Mundial | Mundial | Mundial | Sudamericano | Sudamericano | Sudamericano | Total | Total | Total  |
| Selección            | Año                  | Part.    | Goles    | Asist.   | Part.         | Goles         | Asist.        | Part.   | Goles   | Asist.  | Part.        | Goles        | Asist.       | Part. | Goles | Asist. |
| -------------------- | -------------------- | -------- | -------- | -------- | ------------- | ------------- | ------------- | ------- | ------- | ------- | ------------ | ------------ | ------------ | ----- | ----- | ------ |
| Sub-15 Argentina     | 2013                 | 0        | 0        | 0        | -             | -             | -             | -       | -       | -       | 5            | 0            | 0            | 5     | 0     | 0      |
| Sub-15 Argentina     | Total                | 0        | 0        | 0        | -             | -             | -             | -       | -       | -       | 5            | 0            | 0            | 5     | 0     | 0      |
| Sub-17 Argentina     | 2013                 | 0        | 0        | 0        | -             | -             | -             | 6       | 0       | 1       | 8            | 1            | 0            | 14    | 1     | 1      |
| Sub-17 Argentina     | Total                | 0        | 0        | 0        | -             | -             | -             | 6       | 0       | 1       | 8            | 1            | 0            | 14    | 1     | 1      |
| Sub-20 Argentina     | 2015                 | 0        | 0        | 0        | -             | -             | -             | 0       | 0       | 0       | 7            | 0            | 0            | 7     | 0     | 0      |
| Sub-20 Argentina     | Total                | 0        | 0        | 0        | -             | -             | -             | 0       | 0       | 0       | 7            | 0            | 0            | 7     | 0     | 0      |
| Total en selecciones | Total en selecciones | 0        | 0        | 0        | -             | -             | -             | 6       | 0       | 1       | 20           | 1            | 0            | 26    | 1     | 1      |

## Palmarés

### Campeonatos internacionales
| Título                         | Equipo           | Sede         | Año  |
| ------------------------------ | ---------------- | ------------ | ---- |
| Campeonato Sudamericano Sub-17 | Argentina sub-17 | La Punta     | 2013 |
| Copa Sudamericana              | River Plate      | Buenos Aires | 2014 |
| Copa Libertadores              | River Plate      | Buenos Aires | 2015 |
| Campeonato Sudamericano Sub-20 | Argentina sub-20 | Montevideo   | 2015 |

### Distinciones individuales
| Distinción                               | Año  |
| ---------------------------------------- | ---- |
| 11 ideal del Campeonato Ecuatoriano 2018 | 2018 |